# Obcy: Izolacja
Obcy: Izolacja – gra komputerowa z gatunku first-person shooter stworzona przez The Creative Assembly i wydana przez Segę, a w Polsce przez Cenegę. Jej premiera odbyła się 7 października 2014 roku. Gra jest dostępna na platformach Microsoft Windows, Linux, PlayStation 3, PlayStation 4, Xbox 360 i Xbox One. Gra została zadedykowana Simonowi Franco, programiście z The Creative Assembly, który zmarł, gdy gra była w produkcji.
Podczas produkcji Obcy: Izolacja twórcy chcąc zachować podobny klimat wzorowali się głównie na filmie Obcy – ósmy pasażer Nostromo. Akcja gry jest umiejscowiona w roku 2137, 15 lat po wydarzeniach z Obcy – ósmy pasażer Nostromo. Gracz wciela się w postać Amandy – córki Ellen Ripley znanej z filmów o Obcym. Zadaniem głównej bohaterki jest odnalezienie czarnej skrzynki ze statku Nostromo.
Gra zebrała pozytywne recenzje u recenzentów. Chwalono ją za mroczny klimat i innowacyjność w rozgrywce. W maju 2015 poinformowano o sprzedaniu ponad 2 milionów kopii gry.

## Rozgrywka
Akcja gry toczy się na stacji kosmicznej Sewastopol w roku 2137. Gracz steruje Amandą i widzi świat gry z perspektywy pierwszej osoby. Podczas rozgrywki postać może spotkać innych ludzi, którzy mogą zaoferować jej pomoc. Jednym z posiadanych urządzeń przez Amandę jest wykrywacz ruchu, dzięki któremu może zauważyć Obcego, jeśli jest w jej pobliżu. W całej grze występuje on bardzo często i nie może zginąć. Jednym z celów gry jest unikanie ksenomorfa, a w przypadku bezpośredniego kontaktu można go ogłuszyć, odwrócić jego uwagę lub uciec, a w późniejszej fazie gry, odstraszyć ogniem
.

## Odbiór
Obcy: Izolacja spotkała się z dobrym przyjęciem krytyków. Średnia recenzji na serwisie Metacritic wynosi 81/100. Redaktor z Gry-Online pochwalił doskonale odwzorowany retro futurystyczny klimat pierwszego filmu i fantastycznie zaprojektowane lokacje. Negatywnie wyraził się o samym Obcym, którego uznał za niegroźnego i małej ilości elementów, które mogą przestraszyć gracza. Mateusz Zdanowicz z Eurogamera pozytywnie odniósł się do ścieżki dźwiękowej. Jego zdaniem różne „odgłosy pomagają budować ciężką atmosferę”, a muzyka „w odpowiednich momentach sprawia, że serce szybciej nam bije, a poziom adrenaliny rośnie”.